# Náklad 200
Náklad 200 (rusky Груз 200, anglicky Cargo 200) je kódové označení používané v armádě Ruské federace pro přepravu těl padlých či jiným způsobem zemřelých vojáků. V širším smyslu se používá jako eufemismus pro mrtvé vojáky. Toto kódové označení se poprvé začalo používat v SSSR v období afghánské války. V současnosti se používá i pro další ozbrojené konflikty s účastí příslušníků armády Ruské federace.

## Etymologie názvu
Přesný původ názvu není znám, existuje ale několik teorií, které název vysvětlují:
- název Náklad 200 odpovídá rozkazu ministra obrany SSSR č. 200 z 8. října 1984, kterým byla vydána Směrnice pro registraci vojenské dopravy a platbách za ně.
- název Náklad 200 je odvozen ze znění Směrnice pro registraci vojenské dopravy a platbách za ně, ve které se určuje, že při letecké přepravě zesnulého vojáka v rakvi je vystavován zavazadlový lístek na váhu 200 kg. Při přepravě po železnici je zavazadlový lístek vystavován na 300 kg.[1]
- název Náklad 200 se používá podle čísla formuláře hlášení o úmrtí příslušníka armády. Tento formulář nahrazuje úmrtní list používaný v civilním sektoru.

Název Náklad 200 nebyl nikdy oficiálními místy potvrzen.

## Historie názvu
Poprvé se výraz Náklad 200 začal používat během afghánské války pro přepravu těl padlých či zemřelých příslušníků kontingentu armády SSSR bojujícího v Afghánistánu. V 90. letech se poté používal pro přepravu padlých či zemřelých vojáků v první a druhé čečenské války.
Ve válce na Ukrajině RF svou účast oficiálně popírá. Podle tvrzení pozorovatelů ale hraniční přechody kontrolované ukrajinskými proruskými separatisty překračují směrem do Ruska vozidla označená Груз 200.
Kromě letecké přepravy těl (těla jsou přepravována v dřevěné rakvi, která je vložena v pozinkovaném zapečetěném pouzdře) se používá i přeprava silniční, železniční či lodní. Podle charakteristické kresby byla letadla Antonov An-12, který přepravoval z Afghánistánu padlé vojáky nazývána Černý tulipán. Název Černý tulipán nesou v Rusku a některých dalších postsovětských republikách památníky věnované vojákům padlým v afghánské válce.

## V popkultuře
- V roce 2007 natočil ruský režisér Alexej Balabanov film Náklad 200 (Gruz 200)[2]
- V roce 2015 natočila ruská režisérka Máša Noviková dokumentární film Cargo 200[3]
- O Nákladu 200 a Černém tulipánu se zmiňuje polský spisovatel Andrzej Sapkowski ve svém románu Zmije zasazeném do války v Afghánistánu.

## Další používané kódy
- Náklad 100 – transport munice
- Náklad 300 – transport zraněných
- Náklad 400 – přeprava člověka v šoku
- Náklad 500 – přeprava léků
- Náklad 600 – přeprava nadrozměrného nákladu
- Náklad 700 – přeprava peněz
- Náklad 800 – přeprava chemických a jiných „speciálních“ zbraní